# Clinidium apertum
Clinidium apertum är en skalbaggsart som beskrevs av Edmund Reitter 1880. Clinidium apertum ingår i släktet Clinidium och familjen hakbaggar.

## Underarter
Arten delas in i följande underarter:
- C. a. allegheniense
- C. a. apertum